# Ventana demográfica
La ventana demográfica se define como el período de tiempo en la evolución demográfica de una nación en el que la proporción de la población en edad laboral es particularmente prominente. Esto ocurre cuando la arquitectura demográfica de una población se vuelve más joven y el porcentaje de personas en condiciones de trabajar alcanza su punto álgido. Por lo general, el grupo demográfico ventana de oportunidad es de 30 – 40 años dependiendo del país. Debido al vínculo mecánico entre los niveles de fecundidad y las estructuras de edad, el momento y la duración de este período están estrechamente asociados con los de la disminución de la fecundidad: cuando las tasas de natalidad caen, la pirámide de edad primero se contrae con proporciones gradualmente más bajas de población joven (menores de 15 años) y la tasa de dependencia disminuye como está sucediendo (o sucedió) en varias partes de Asia oriental durante varias décadas. Sin embargo, después de algunas décadas, la baja fecundidad hace que la población envejezca y la proporción creciente de personas mayores infla de nuevo la tasa de dependencia como se observa en la Europa actual.

### Límites técnicos
El Departamento de Población de la ONU lo ha definido como el período en el que la proporción de niños y jóvenes menores de 15 años años cae por debajo del 30% y la proporción de personas de 65 años o más permanece por debajo del 15%.
La ventana demográfica de Europa duró desde 1950 hasta 2000. Comenzó en China en 1990 y se espera que dure hasta 2015. Se espera que India entre en la ventana demográfica en 2010, que puede durar hasta mediados del presente siglo. Gran parte de África no entrará en la ventana demográfica hasta 2045 o más tarde.

Las sociedades que han entrado en la ventana demográfica tienen una menor tasa de dependencia (proporción de dependientes a población en edad de trabajar) y, por lo tanto, el potencial demográfico para un alto crecimiento económico, ya que las tasas de dependencia favorables tienden a impulsar el ahorro y la inversión en capital humano. Pero este llamado "bono demográfico" (o dividendo demográfico) sigue siendo solo una ventaja potencial, ya que las bajas tasas de participación (por ejemplo, entre las mujeres) o el desempleo desenfrenado pueden limitar el impacto de estructuras de edad favorables.

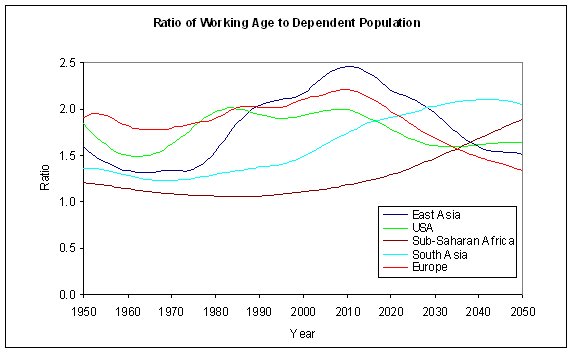
Tasas de dependencia inversa en las regiones del mundo, que muestran la ventana de EE. UU. 1970–2030 y la ventana de Asia oriental 1980–2040.